# جون كارول
جون كارول (بالإنجليزية: John Carroll)‏ (و. 1735 – 1815 م) هو كاهن كاثوليكي أمريكي، ولد في ماريلند، توفي في بالتيمور، عن عمر يناهز 80 عاماً.

## مناصب
تولى منصب رئيس الاساقفة
- أسقف كاثوليكي.

## روابط خارجية
- جون كارول على موقع الموسوعة البريطانية (الإنجليزية)